# Esporte Clube Propriá
O Esporte Clube Propriá é um clube de futebol brasileiro, da cidade de Propriá, no estado de Sergipe. Foi fundado dia 12 de outubro de 1911 como Sergipe Foot-Ball Club, alterando para a atual denominação em 1956. Suas cores são o azul e o branco.
Para a temporada 2024, mandará seus jogos no Estádio Municipal Miguel Queiróz Suíra, em Porto Real do Colégio, no estado de Alagoas.

## História
O Esporte Clube Propriá é um dos mais antigos clubes dedicados ao futebol de Sergipe. Sendo o mais velho do Interior Foi fundado em 1913, com o nome de Sergipe Foot-Ball Club , e mudou a denominação quando se filiou à LSEA (atual FSF). Mas o clube propriaense não teve uma permanência constante na primeira linha do futebol sergipano. Somente no final da década de 1940 é que começou a participar do Campeonato do Interior, conseguindo apenas alguns títulos da “Zona Norte” do Estado. Inscreveu-se no primeiro certame profissional (1960). conquistou dois títulos estaduais na segunda divisão do sergipano, o primeiro em 1964,o outro quando foi campeão invicto em 1983. Algumas vezes deixou de disputar o campeonato e, junto com o seu co-irmão, o América, atravessou um período de séria crise financeira, culminando com a fusão de ambos, formando em 1991 o União de Propriá, que, entretanto, teve vida breve. Em 1995 foi campeão mais uma vez da série B. Atualmente está tentando seu retorno a série A do sergipano.

## Títulos
|                    |                                 |         |                   |
| Estaduais          |                                 |         |                   |
|                    | Competição                      | Títulos | Temporadas        |
|                    | Campeonato Sergipano - Série A2 | 3       | 1964, 1983 e 1995 |
| Categorias de Base |                                 |         |                   |
|                    | Competição                      | Títulos | Temporadas        |
| Sergipe            | Sergipano Sub-17                | 1       | (2021)            |

## Rivalidade
O principal rival do Propriá é o América Futebol Clube, clube da mesma cidade e fundado por jogadores dissidentes do Propriá.
- Clássico da Ribeirinha

## Desempenho em competições oficiais
Campeonato Sergipano
| Ano  | 1970 | 1971 | 1972 | 1973 | 1974 | 1975 | 1976 | 1977 | 1978 | 1979 |
| Pos. |      |      | 11º  | 9º   |      | 10º  |      | 11º  | 5º   |      |
| Ano  | 1980 | 1981 | 1982 | 1983 | 1984 | 1985 | 1986 | 1987 | 1988 | 1989 |
| Pos. |      |      |      |      | 8º   |      |      | —    | —    |      |
| Ano  | 1990 | 1991 | 1992 | 1993 | 1994 | 1995 | 1996 | 1997 | 1998 | 1999 |
| Pos. |      |      |      |      | —    | —    | 10º  | —    | —    | 6º   |
| Ano  | 2000 | 2001 | 2002 | 2003 | 2004 | 2005 | 2006 | 2007 | 2008 | 2009 |
| Pos. | 11º  | —    | —    | 12º  | —    | -    | —    | —    | —    | —    |
| ---- | ---- | ---- | ---- | ---- | ---- | ---- | ---- | ---- | ---- | ---- |

Campeonato Sergipano (Série A2)
| Ano  | 1990 | 1991 | 1992 | 1993 | 1994 | 1995 | 1996 | 1997 | 1998 | 1999 |
| Pos. |      |      |      |      | 3º   | 1º   | —    | 5º   |      | —    |
| Ano  | 2000 | 2001 | 2002 | 2003 | 2004 | 2005 | 2006 | 2007 | 2008 | 2009 |
| Pos. | —    | 7º   | —    | 2º   | 3º   | 3º   | —    | 6º   | 9º   | 10º  |
| Ano  | 2010 | 2011 | 2012 | 2013 | 2014 | 2015 | 2016 | 2017 | 2018 | 2019 |
| Pos. | —    | 8º   | 11º  | —    | —    | 11º  | 4º   | 9º   | 15º  | 15º  |
| Ano  | 2020 | 2021 | 2022 | 2023 | 2024 |      |      |      |      |      |
| Pos. | —    | 13º  | —    | 9º   | 17º  |      |      |      |      |      |
| ---- | ---- | ---- | ---- | ---- | ---- | ---- | ---- | ---- | ---- | ---- |

## Escudo
| Evolução do escudo do Esporte Clube Propriá | Evolução do escudo do Esporte Clube Propriá | Evolução do escudo do Esporte Clube Propriá | Evolução do escudo do Esporte Clube Propriá | Evolução do escudo do Esporte Clube Propriá | Evolução do escudo do Esporte Clube Propriá | Evolução do escudo do Esporte Clube Propriá | Evolução do escudo do Esporte Clube Propriá |
| 1913-Presente                               |                                             |                                             |                                             |                                             |                                             |                                             |                                             |
| ------------------------------------------- | ------------------------------------------- | ------------------------------------------- | ------------------------------------------- | ------------------------------------------- | ------------------------------------------- | ------------------------------------------- | ------------------------------------------- |

## Clássicos e rivalidades

### América vs Propriá
O Clássico da Ribeirinha é uma rivalidade existente entre os times do América Futebol Clube e o Esporte Clube Propriá que tem como localização a cidade de Propriá. Tem seu nome devido ao fato da cidade de Propriá estar localizada às margens do Rio São Francisco, na divisa norte do estado de Sergipe.
O Propriá já enfrentou o América de Propriá 23 vezes na história em competições oficiais, foram 5 vitórias, 2 empates e 15 derrotas. Marcou 17 gols e sofreu 46 gols. 
O Propriá sofre um dos maiores tabus em clássicos no estado de Sergipe, o sua ultima vitória diante o rival ocorreu em 18 de setembro de 2004, quando ganhou pela Série A2 daquele ano por 1 a 0, o clássico ficou sem ser disputado entre os anos de 2005 a 2011, voltando a jogar na Série A2 de 2012, desde então o Propriá não vence seu rival, nesses últimos 9 anos. Está sendo feito um levantamento estatístico do maior clássico do Baixo São Francisco.
Última atualização: Propriá 1–2 América, 6 de novembro de 2021.
| Rival   | J  | V | E | D  | GP | GC |
| ------- | -- | - | - | -- | -- | -- |
| América | 23 | 5 | 2 | 16 | 17 | 46 |